# Kareem Ennab
Abdourahman Osman (n. Irbid, 1 de abril de 1987) es un nadador de estilo libre jordano.

## Biografía
Debutó en los Juegos Asiáticos de Playa de 2008 en la prueba de cinco kilómetros, haciendo un tiempo de 1:18:32.3, quedando en vigésimo primera posición. Posteriormente nadó en el Campeonato Mundial de Natación de 2009, en los Juegos Asiáticos de 2010 y en el Campeonato Mundial de Natación de 2011 sin ganar ninguna medalla.
Hizo su primera aparición olímpica en los Juegos Olímpicos de Londres 2012, nadando en la prueba de 50 m libre. Nadó en la cuarta serie, y quedó quinto de la misma con un tiempo de 24.09, insuficiente para pasar a las semifinales al quedar en la posición 37 en el sumario total.